# 펑자 등대

펑자 등대의 실제 모습

펑자 등대(중국어: 彭佳嶼燈塔, Pengjia Lighthouse)는 중화민국 지룽시 중정구의 펑자섬에 설치된 등대이다.

## 역사
이 등대는 1906년 공식적으로 착공하여 1908년 부로 완공되었으며, 1909년 9월 20일부터 정식으로 서비스가 개시되었던 것으로 보고 있다. 또한 2015년 12월에는 지룽시 정부가 사적지로 지정되어 있는 상태이다.

## 건축
해당 등대는 벽돌과 관 형태를 가진 모양으로 이루어져 있는 구조물로 설계되었지만, 높이 26.2m의 백열등을 설치하였다. 그리고 해당 등대에는 인부 5명만 상주하고 있는 상태이기도 하다.